# Мембріс
Мембріс (нім. Mömbris) — громада в Німеччині, розташована в землі Баварія. Підпорядковується адміністративному округу Нижня Франконія. Входить до складу району Ашаффенбург.
Площа — 35,92 км2. Населення становить 11 560 ос. (станом на 31 грудня 2020).

## Географія

### Адміністративний поділ
Громада  складається з 18 районів:
- Ангельсберг
- Брюккен
- Даксберг
- Дернштайнбах
- Гунценбах
- Гаймбах
- Гемсбах
- Голь
- Кенігсгофен-ам-дер-Каль
- Мензенгезес
- Молькенберг
- Мембріс
- Нідерштайнбах
- Раппах
- Райхенбах
- Ротенгрунд
- Шимборн
- Штрецбах